# 周氏 (徐温母)
周氏（9世纪？—910年），五代十国吴国掌权者徐温的母亲。徐温杀吴王杨行密的嗣子杨渥，拥立杨隆演为主，掌握政权。唐朝天祐七年（后梁开平四年，910年）五月，周氏去世。徐温的属下祭奠，制做偶人，高数尺，穿着用罗锦做的衣服。徐温提倡节俭，说：“此皆出民力，奈何施于此而焚之，宜解以衣贫者。”